# Madama Butterfly
Madama Butterfly és una òpera en tres actes (inicialment en dos) escrita per Giacomo Puccini amb llibret de Giuseppe Giacosa i Luigi Illica. L'argument està extret de l'obra teatral Madame Butterfly de David Belasco qui, al seu torn, s'havia basat en dues narracions dels autors John Luther Long i Pierre Loti. Va ser estrenada al Teatro alla Scala de Milà el 17 de febrer de 1904 recollint males crítiques que van portar a dividir-la en els tres actes actuals i diversos canvis que després de la seva estrena a París uns mesos més tard la van convertir en un èxit en la versió que encara avui es representa arreu.
L'argument gira a l'entorn d'una jove japonesa (Cio-Cio-San) que confia cegament en l'amor d'un oficial de la Marina americana, Pinkerton. El militar, que anomena Butterfly a la noia, s'ha casat amb ella aprofitant una llei japonesa que li permet el repudi en qualsevol moment i poc després torna al seu país, on hi passarà uns anys mentre Cio-Cio-San l'espera fidelment fins que descobreix que s'ha casat amb una dona americana, fet que la portarà al suïcidi malgrat haver tingut un fill fruit de la relació amb l'oficial.

## Versions
Puccini va escriure cinc versions de l'òpera. La versió original en dos actes, que es va presentar a l'estrena mundial a La Scala el 17 de febrer de 1904, va ser retirada perquè no va agradar al públic. Puccini la va reescriure substancialment, aquesta vegada en tres actes. Aquesta segona versió es va representar el 28 de maig de 1904 a Brescia, on va tenir un gran èxit, amb Solomiya Krushelnytska com a Cio-Cio-san. Va ser aquesta segona versió que es va estrenar als Estats Units el 1906, primer a Washington, DC, a l'octubre, i després a Nova York al novembre, interpretada per la New English Opera Company d'⁣Henry Savage.
El 1906, Puccini va escriure una tercera versió, que es va representar al Metropolitan Opera de Nova York l'11 de febrer de 1907. Més tard aquell any, Puccini va fer diversos canvis en les partitures orquestrals i vocals, i aquesta es va convertir en la quarta versió, que es va interpretar a París.
De nou l'any 1907, Puccini va fer les seves darreres revisions a l'òpera en una cinquena versió, que s'ha conegut com la "Versió estàndard" i és la que es representa amb més freqüència arreu del món. Tanmateix, ocasionalment es representa la versió original de 1904, com per exemple per a l'obertura de la temporada de La Scala el 7 de desembre de 2016, amb la direcció de Riccardo Chailly.

## Història
Puccini va assistir l'any 1900, poc després de l'estrena de Tosca, a una representació teatral a Londres de l'obra Madame Butterfly de David Belasco que explicava la història d'una innocent jove japonesa víctima del seu excés de confiança en el món occidental. L'obra estava molt ben plantejada i permetia grans efectes dramàtics, fet que va causar molt bona impressió en el compositor italià.
La forta càrrega dramàtica i l'aire verista de l'argument, així com l'ambientació de la història a l'extrem orient que li permetia utilitzar l'escala pentatònica, van empènyer Puccini a treballar en aquesta òpera. El seu interès en que la música sonés oriental fins i tot el va portar a contactar amb l'ambaixada japonesa a Roma per aconseguir enregistraments (una rara novetat en el moment) de música japonesa real.
Madama Butterfly és considerada la primera incursió de Puccini en l'orientalisme, que recuperaria després amb Turandot. Tant el text com la música centren l'atenció de l'espectador en l'experiència emocional de la víctima, una de les grans habilitats de Puccini, les òperes del qual sempre aconsegueixen destacar els aspectes més emotius de la història gràcies en part al seu gran sentit melòdic.

## Rols
| Rol                                                  | Registre vocal | Estrena repartiment, 17 de febrer de 1904 Director: Cleofonte Campanini | Repartiment de Brescia, 28 de maig de 1904 Director: Cleofonte Campanini |
| ---------------------------------------------------- | -------------- | ----------------------------------------------------------------------- | ------------------------------------------------------------------------ |
| Cio-Cio-San (Madama Butterfly)                       | soprano        | Rosina Storchio                                                         | Solomia Kruixelnitska                                                    |
| Suzuki, la seva criada                               | mezzosoprano   | Giuseppina Giaconia                                                     | Giovanna Lucaszewska (o Giannina Lucacevska)                             |
| B.F. Pinkerton Tinent de la marina dels Estats Units | tenor          | Giovanni Zenatello                                                      | Giovanni Zenatello                                                       |
| Sharpless, cònsol dels Estats Units a Nagasaki       | baríton        | Giuseppe De Luca                                                        | Virgilio Bellatti                                                        |
| Goro, casamantera                                    | tenor          | Gaetano Pini-Corsi                                                      | Gaetano Pini-Corsi                                                       |
| Príncep Yamadori                                     | tenor          | Emilio Venturini                                                        | Fernando Gianoli Galletti                                                |
| Bonze, oncle de Cio-Cio-san                          | baix           | Paolo Wulman o Wullmann                                                 | Giuseppe Tisci-Rubini                                                    |
| Yakusidé, oncle de Cio-Cio-san                       | baix           | Antonio Volponi                                                         | Fernando Gianoli Galletti                                                |
| Comissari imperial                                   | baix           | Aurelio Viale                                                           | Luigi Bolpagni                                                           |
| Registre oficial                                     | baix           | Ettore Gennari                                                          | Anselmo Ferrari                                                          |
| Mare de Cio-Cio-san                                  | mezzosoprano   | Tina Alasia                                                             | Serena Pattini                                                           |
| La tia                                               | soprano        | ?                                                                       | Adele Bergamasco                                                         |
| El cosí                                              | soprano        | Palmira Maggi                                                           | Carla Grementieri                                                        |
| Kate Pinkerton                                       | mezzosoprano   | Margherita Manfredi                                                     | Emma Decima                                                              |
| Dolore, fill de Cio-Cio-san                          | silent         | Ersilia Ghissoni                                                        | Ersilia Ghissoni                                                         |
| Familiars, amics i servidors de Cio-Cio-san          |                |                                                                         |                                                                          |

## Síntesi argumental[1][2][18]

### Acte I
L'acció comença en una casa japonesa situada al mig dels jardins d'un turó on coneixem l'oficial de la marina nord-americana F.B. Pinkerton, que ha adquirit la casa. El militar rep el cònsol del seu país i li explica que, a més de la casa, ha adquirit una jove esposa japonesa acollint-se a una llei nipona que li permet renunciar tant a la casa com a la dona quan vulgui.
Després d'això, entra la jove núvia, Cio-Cio-San, a qui Pinkerton anomenarà Butterfly. Pinkerton queda impressionat per la bellesa i la senzillesa de la noia que fins i tot, per amor cap a ell, s'ha convertit al cristianisme.

### Acte II
Han transcorregut tres anys. Després de viure un temps amb Butterfly, Pinkerton l'ha abandonada i ha marxat al seu país. Ella viu sola a la casa del turó amb la seva servent Suzuki i el fill nascut després de la partida del seu pare, que no sap res de l'existència de l'infant. Abans d'anar-se'n, Pinkerton li va deixar a la noia una substanciosa suma de diners que li ha permès de viure sense problemes, però ara els diners estan ja gairebé esgotats i Butterfly segueix sense tenir notícies del parador del seu marit. Tanmateix, ella es manté sempre fidel i espera la tornada amb esperança, malgrat rebre ofertes de matrimoni d'altres homes.
Al final de l'acte, s'assabenta de l'arribada de la fragata de Pinkerton al port.

### Acte III
Pinkerton apareix amb la seva nova esposa, una nord-americana anomenada Kate. L'oficial, que s'ha assabentat de l'existència del fill de Butterfly, mira d'aconseguir que la jove li entregui el nen a ell i la seva esposa real. Ella accepta però després d'això, es lleva la vida amb el punyal que havia heretat del seu pare.

## Números musicals destacats[1]
- Acte I
  - Arribada de Butterfly Ecco. son giunte...
  - Duet amorós Bimba dagli occhi pieni di malía
- Acte II
  - Ària Un bel dì vedremo
  - Escena de la carta
  - Duet de les flors Scuote quella fronda di ciliegio
  - Cor de pescadors a bocca chiusa
- Acte III
  - Ària Addio, fiorito asil
  - Finale

## Instrumentació
Madama Butterfly està escrita per a tres flautes (la tercera doblant amb flautí); dos oboès, un corn anglès; dos clarinets en si bemoll; un clarinet baix en si bemoll, dos fagots; quatre trompes franceses en fa; tres trompetes en fa; tres trombons tenors; un trombó baix; una secció de percussió amb timbales, plats, un triangle, una caixa, un bombo, campanes, un tam-tam, un gong japonès i un conjunt de 4 "Campanes japoneses"; un glockenspiel de teclat; una arpa; i secció de corda. A l'escenari una "campaneta"; campanes tubulars; una viola d'amor; xiulets d'ocells; un tam-tam; un baix tam-tam.

## Recepció
En la seva forma inicial, l'òpera no va ser ben rebuda. L'estrena a Milà va ser un fiasco, com la germana de Puccini, Ramelde, va escriure en una carta al seu marit.
És molt difícil jutjar per què la versió estrenada a Milà va deixar tan decebut el públic, ja que no és tan diferent de la versió que va triomfar a Brescia només uns mesos després.
Madama Butterfly ha estat criticada per alguns intel·lectuals nord-americans pel seu orientalisme. Malgrat aquestes opinions, Madama Butterfly ha estat interpretada amb èxit al Japó en diverses adaptacions a partir de 1914, la música de Puccini va passar relativament desapercebuda pel que fa al llibret atrevit.
Avui Madama Butterfly és la sisena òpera més interpretada del món i és considerada una obra mestra, amb l'orquestració de Puccini elogiada com a límpida, fluida i refinada. "Un bel dì, vedremo" és l'ària més famosa de Madama Butterfly i una de les àries de soprano més reconegudes del món de l'òpera.